# لیتساند
لیتساند (به انگلیسی: Litesound) گروه موسیقی بلاروسی است.
آن ها در مسابقه آواز یوروویژن ۲۰۱۲ نماینده بلاروس بودند.